# Lệch lạc tình dục
Lệch lạc tình dục (tiếng Anh: paraphilia hoặc sexual deviation) là một hành vi bất thường, có biểu hiện bằng sự say mê tìm kiếm một phương thức hoạt động tình dục đặc biệt, không được chấp nhận và tiềm ẩn nguy cơ gây đau khổ, nhằm đạt được sự cực khoái thay vì hình thức quan hệ tình dục bình thường. Lệch lạc tình dục được coi là một dạng bệnh tâm lý. 
Theo DSM-5 (ấn bản thứ 5 của Sổ tay Chẩn đoán và Thống kê rối loạn tâm thần (DSM) của Hiệp hội Tâm thần học Hoa Kỳ) vào năm 2013, chúng bị coi là bệnh nếu như đáp ứng một trong các tiêu chí sau: (1) sở thích hoặc ham muốn đó tạo ra sự đau khổ hoặc tổn hại xã hội đáng kể ở cá nhân bị ảnh hưởng, (2) ham muốn đó tạo ra hành vi gây tổn hại cho người khác hoặc nhắm đến những người không thể đưa ra sự đồng ý hợp pháp (ví dụ: ấu dâm, bạo dâm)

## Các dạng lệch lạc
Thường được chia làm hai loại:

### Lệch lạc đối tượng
- Ái nhi: Ham thích tình dục hướng tới đối tượng là trẻ em thay vì người trưởng thành. Cần phân biệt người ái nhi với hiếp dâm trẻ em, người phạm tội hiếp dâm trẻ em chưa chắc đã là người ái nhi. Bệnh thường kết hợp với một số rối loạn lệch lạc tình dục khác như phô dâm và thị dâm.
- Ái lão: Ngược với ái nhi, ở những người này đối tượng tình dục mà họ hướng đến là người già.
- Ái vật: Thỏa mãn tình dục với các đồ vật vô tri vô giác như giày, găng tay. Thường gặp nhất là quần áo hoặc đồ nội y của phụ nữ. Vì thế có những đối tượng chuyên ăn cắp quần áo lót của phụ nữ để thỏa mãn tâm lý này.
- Ái tử thi: Thỏa mãn tình dục đối với các xác chết
- Ái phạm nhân:  thường xảy ra đối với phụ nữ nhiều hơn nam giới. Những người này có cảm xúc tình dục với một đối tác đã phạm tội như giết người, tra tấn, cưỡng hiếp.

### Lệch lạc mục tiêu
- Ác dâm: Thỏa mãn tình dục khi gây đau đớn về thể xác hay tinh thần cho người cùng hoạt động tình dục. Cách thức rất đa dạng có thể là cắn, cào hay chửi bới, đánh đập, dùng dây trói...
- Khổ dâm: Ngược với ác dâm, đối tượng chỉ thỏa mãn thực sự khi người khác hành hạ mình. Trong quan hệ thì một đối tượng ác dâm có thể dễ dàng chuyển qua khổ dâm và ngược lại.
- Phô dâm: Thích phô bày cơ quan sinh dục của mình cho người khác xem, thường là đối tượng khác giới. Đối tượng càng lúng túng người bệnh càng tỏ ra thích thú.
- Thị dâm: Thỏa mãn tình dục bằng cách nhìn trộm người khác trong các tình huống riêng tư như khi thay quần áo, tắm, quan hệ tình dục…
- Thính dâm: Thỏa mãn tình dục bằng cách nghe những âm thanh có khả năng kích dục điển hình là việc làm tình qua điện thoại.
- Miên dâm: trạng thái trong đó một người thực hiện hành vi tình dục trong khi vẫn đang ngủ bằng các hoạt động như thủ dâm, mơn trớn mình hoặc người khác, có quan hệ tình dục với một người khác và trong những trường hợp cực đoan hơn có thể tấn công tình dục và hiếp dâm.
- Loạn dục cọ xát: Thỏa mãn tình dục bằng cách cọ xát bộ phận sinh dục của họ vào những người khác giới không quen biết hoặc sờ mó vào bộ phận sinh dục của những người ấy. Địa điểm xảy ra thường là chỗ đông người chật hẹp, chẳng hạn trên xe buýt hoặc tàu điện ngầm vào giờ cao điểm.
- Loạn dục cải trang: Thỏa mãn tình dục bằng cách mặc quần áo của người khác giới. Nó giống với ái vật ở chỗ cả hai đều tìm kiếm sự thỏa mãn thông qua vật vô tri, nhưng khác là ở người ái vật họ thường không có ham muốn mặc quần áo người khác giới.

## Nguyên nhân
Nguyên nhân gây nên tình trạng lệch lạc tình dục thường do rối loạn quá trình phát triển tâm lý trong thời thơ ấu như trẻ đã từng bị lạm dụng tình dục, ngoài ra bắt chước hành vi lệch lạc này từ văn hóa phẩm đồi trụy cũng được xem xét, thực tế có một bộ phận mắc bệnh khởi phát từ lối sống buông thả. Tuy nhiên cũng phải thấy yếu tố sinh học của bệnh, một nghiên cứu ở Mỹ chỉ ra rằng 74% số người bị lệch lạc tình dục có rối loạn hormone, 27% có dấu hiệu tổn thương thần kinh, 24% có rối loạn gen.

## Điều trị

### Liệu pháp hành vi nhận thức
Mục đích thay đổi niềm tin và thái độ có liên quan tới sự thiếu đồng cảm với nạn nhân do các hành vi mà họ gây ra đồng thời thực hiện các kỹ năng kìm chế xung động. Liệu pháp hành vi được sử dụng trước đây là kích thích gây ghét sợ, thường bằng cách sốc điện nhẹ vào ngón tay hoặc cẳng tay khi người bệnh đang cảm hứng với kích thích loạn dục, hiện nay phương pháp giải cảm ứng có hệ thống (systematic desensibilization) được dùng nhiều hơn, người bệnh được huấn luyện thư giãn và rồi trong sự yên tĩnh họ hình dung các tình huống kích thích sự thôi thúc loạn dục và tưởng tượng đang từ bỏ chúng.

### Phân tâm
Bằng liệu pháp phân tâm, bác sĩ giúp người bệnh hiểu được động lực sâu xa bên trong và các hoàn cảnh gây ra bệnh. Đặc biệt là giúp đương sự nhận thức được các sự kiện hằng ngày nào khiến họ thực hiện các xung động.

### Dùng thuốc
Với các bệnh nhân có bệnh lý tinh thần kết hợp như tâm thần phân liệt, rối loạn trầm cảm bác sĩ có thể kê thêm thuốc chống loạn thần và chống trầm cảm để gia tăng kết quả điều trị. Ngoài ra bổ sung thêm các thuốc chống lại tình trạng gia tăng hoạt động tình dục quá mức ngoài tầm kiểm soát của người bệnh. Ở các bệnh nhân nam có thể điều trị có kết quả với việc làm giảm hormone sinh dục nam testosterone.